# Shangó (álbum de Santana)
Shangó es el duodécimo álbum de estudio de Santana, publicado en 1982. El álbum alcanzó la posición No. 22 en la lista de éxitos estadounidense Billboard 200. También significó el regreso del teclista y cantante Gregg Rolie a la formación de Santana, oficiando como músico y productor.

## Lista de canciones

### Lado A
1. "The Nile" (Santana, Ligertwood, Rolie) - 4:57
2. "Hold On" (Ian Thomas) - 4:33
3. "Night Hunting Time" (Paul Brady) - 4:43
4. "Nowhere to Run" (Russ Ballard) - 4:01
5. "Nueva York" (Santana, Lear, Rekow, Peraza, Ligertwood, Baker, Margen, Vilato, Rolie) - 5:01

### Lado B
1. "Oxun (Oshūn)" (Santana, Ligertwood, Rolie, Lear, Peraza, Rekow, Vilato) - 4:14
2. "Body Surfing" (Santana, Ligertwood) - 4:24
3. "What Does It Take (To Win Your Love)" (Johnny Bristol, Vernon Bullock, Harvey Fuqua) - 3:24
4. "Let Me Inside" (Santana, Solberg) - 3:32
5. "Warrior" (Margen, Baker, Ligertwood, Santana) - 4:21
6. "Shangó" (Rekow, Vilato, Peraza) - 1:44

## Créditos
- Alex Ligertwood – voz
- Carlos Santana – guitarra, voz, producción
- Richard Baker – teclados
- Gregg Rolie – órgano, voz, producción
- David Margen – bajo
- Graham Lear – batería
- Armando Peraza – congas, bongos, voz
- Raul Rekow – congas, voz
- Orestes Vilató – timbales, voz